# Montréal Canadiens

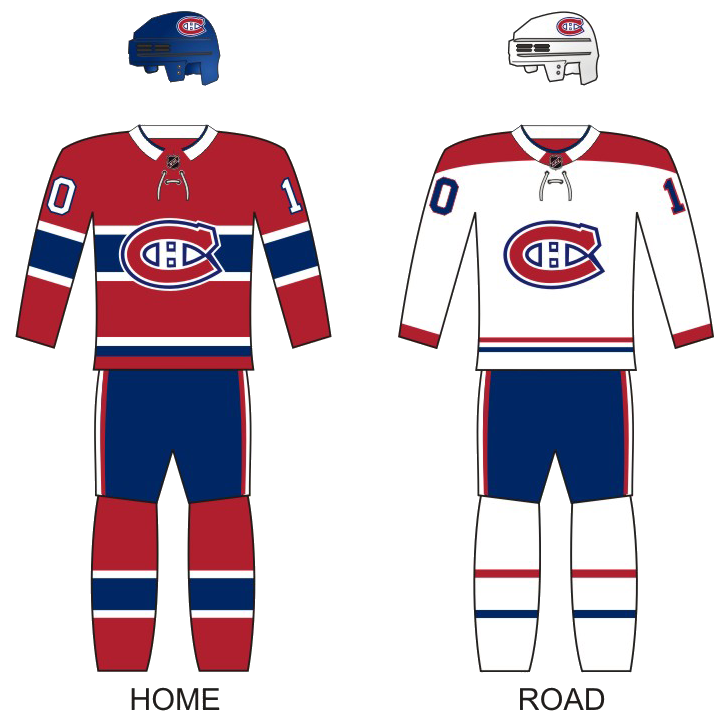
Uniforms

A Canadiens de Montréal a kanadai Montréal profi jégkorongcsapata. A Canadiens a National Hockey League-ben, a Keleti főcsoport atlanti divíziójának tagja. Ez a klub Le Club de Hockey Canadien néven is ismert.
A csapatot több néven is emlegetik (francia nyelven): Le Bleu-Blanc-et-Rouge, La Sainte-Flanelle, Le Tricolore, Les Glorieux, Les Habitants és Le Grand Club. A klubot angolul Habs néven is nevezik (a Les Habitants francia név miatt). A francia kiejtés szerint Canadiens a neve, ellentétben az angol kiejtéssel és írásmóddal; Canadians.

## Története
A Canadienst 1909-ben alapították, nyolc évvel az NHL alapítása előtt. A világon ez a legrégebben folyamatosan működő professzionális jégkorongcsapat, és az egyetlen, ami a liga előtt alakult. A franchise az „Original Six” csapatok egyike; így nevezik azokat a csapatokat akik részt vettek az NHL-ben 1942-től egészen az 1967-es bővítésig. A Nordiques de Québec 1995-ös elköltözésével, a Canadiens az egyetlen NHL-csapat Québecben. A csapat 1992–1993-as szezonban megnyert Stanley-kupája óta egy kanadai csapatnak sem sikerült megnyernie a trófeát.
A Canadiens eddig huszonöt Stanley-kupa győzelmet ünnepelhetett (beleértve az első, 1916-ost, ami az NHL megalapítása előtt született). Ezzel a québeciek rendelkeznek a legtöbb kupagyőzelemmel a ligában. A franchise az NHL alapításától 2011-ig a kupák 25%-át hódította el. Ezzel az aránnyal a legsikeresebb professzionális klubcsapatnak mondhatja magát nem csak a jégkorongban, hanem az USA és Kanada négy legnépszerűbb sportja között is.
A csapat a Centre Bellben játssza a hazai meccseit. A csarnok 2003-ban vette fel ezt a nevét, előtte Centre Molsonnak hívták. A csapat korábban több más jégcsarnokot nevezhetett otthonának: a Jubilee Arenát, a Montreal Arenát, a Mount Royal Arenát és a híres Forum de Montréal csarnokot. Az utóbbi legendás és tisztelt arénája minden jégkorong-rajongónak, és a csapat otthonául szolgált hét évtizedig.

### A klub alapítása

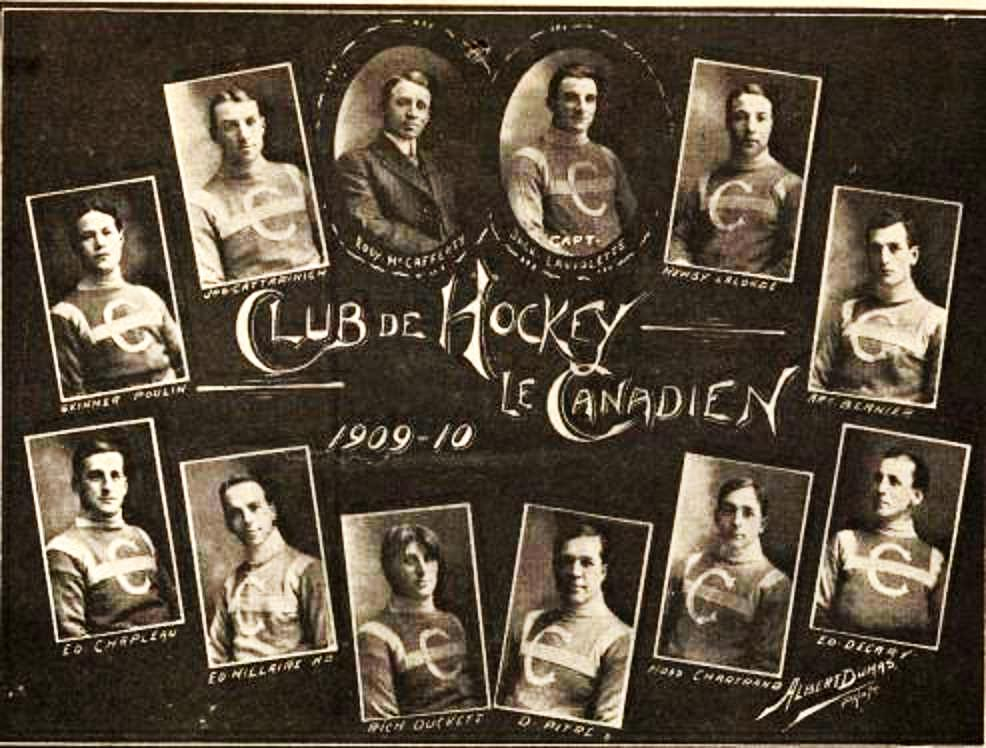
Az első csapat

1909 novemberében Ambrose O’Brien, ontariói gyáros Montréalban tartózkodott vasúti anyagi készleteket vásárolni. Városa jégkorongklubja, a Renfrew Creamery Kings kérésére a csapat képviselőjeként részt vett az Eastern Canada Hockey Association (Kelet-kanadai Jégkorong Szövetség, ECHA) gyűlésén a Windsor Hotelben, mivel a Creamery Kings be akart lépni a ligába. A gyűlésen az ECHA csapattulajdonosok a renfrewi klub kérvényét elutasították, és a nap folyamán az ECHA igazgatósága fel is oszlatta a ligát, új ligát alapítva helyette: a Canadian Hockey Associationt (CHA).
Ez a döntés arra irányult, hogy a Montreal Wanderers csapatot kizárhassák a ligából; a Wanderers ugyanis felháborította a többi klubtulajdonost avval, hogy kisebb csarnokba költöztek, és így az idegenben játszó csapatok kisebb részesedést kaptak a jegybevételből. A szálloda előcsarnokában O’Brien találkozott Jimmy Gardnerrel, a Wanderers igazgatójával, és megtárgyalták egy új liga alapítását, amiben részt venne a renfrew-i csapat, a Wanderers, és két további csapat ontariói bányavárosokból, Cobaltból és Haileyburyből, amelyek O’Brien érdekeltségeihez tartoztak. Gardner azt javasolta O’Briennek, hogy alapítson egy új csapatot Montréalban, francia játékosokkal, akik riválisai lennének a Wanderersnek. 1909. december 2-án megalakították a National Hockey Associationt, és két nappal később létrejött a Canadiens is. O’Brien úgy tervezte, hogy a csapatot hamarosan eladja montréali frankofón sportolóknak.
Ebben az időben a frankofón csapatokat nem tekintették elég erősnek ahhoz, hogy a legjobb angol nyelvű csapatokkal versenyt tartsanak; a montréali Gazette napilap figyelmeztette is a lehetséges szurkolókat hogy ne várjanak sokat az új csapattól, mivel „a jó minőségű francia-kanadai játékosok száma nem nagy”. A Canadiens a játékoskeretében több frankofón jégkorongsztár szerepelt, mint Newsy Lalonde, Georges Poulin és Didier Pitre. Pitre pályára lépése előtt még meg kellett várni egy per lefolyását, amit a Montreal Nationals indított, mivel Pitre már szerződésben állt velük.

### Egy klub a francia kanadaiak számára
A Canadiens 1910. január 5-én játszotta első meccsét Jack Laviolette edző irányításával, és 3000 néző előtt 7:6 arányban legyőzték a cobalti csapatot úgy, hogy a döntő gólt hosszabbításban lőtték. A győzelem azonban hamarosan csupán történelmi jelentőségűvé vált, mert a rivális liga (CHA) két hét után megszűnt, és az NHA – miután a bukott ligából átvette a Montreal Shamrocks és az Ottawa Senators csapatokat – úgy döntött, hogy a szezont újraindítják.
Az új szezonban a Canadiens első mérkőzésére január 19-én került sor, melynek során 9:4-es vereséget szenvedtek a Renfrew Creamery Kingstől. Első győzelmükig még további három meccset is elveszítettek. Ez a második „első” győzelem február 7-én történt: 9:7-re verték meg a Haileybury Hockey Clubot. A szezon 12 találkozójából csak kétszer győzött az új csapat, és utolsó helyen végeztek a nyolccsapatos ligában.
A szezon végén George Kennedy, a Club Athlétique Canadien (Kanadai Atlétikai Klub, CAC) tulajdonosa, jogot formált a „Canadiens” névre. A nézeteltérés úgy rendeződött, hogy Kennedy 7500 dollárért megvásárolta O’Brientól a csapatot. Abban az évben vezette be a klub a máig is használt, híres vörös mezét, széles kék sávval. A sáv közepén egy A betűt körülvevő C-t helyeztek el.
Először az 1913–1914-es szezonban jutott a Canadiens a rájátszásba, miután 26 ponttal, a Toronto Blueshirtsszel holtversenyben, a tabellán az első helyet foglalták el. A két csapat két meccses szériát játszott a bajnokságért, amiben az összesített gólarány döntötte el a győztest. Az első meccsen Georges Vezina kapus tökéletes meccset játszott, nem engedett be egyetlen gólt sem, és a montréaliak 2:0-s győzelmet arattak. A második meccset azonban a torontóiak nyerték 6:0-ra, így a Blueshirts nyerte el a bajnoki címet. Két évvel később, az 1915–1916-os szezonban a Canadiens 16 győzelemmel, 7 vereséggel és egy döntetlennel nyerte az NHA bajnokságot, és hárommal több győzelmet ért el a második helyen végző Ottawa Senatorsnál. A bajnoki cím révén a Canadiens bekerült a Stanley-kupa döntőjébe, ahol az a Portland Rosebuds volt az ellenfelük, akik a Pacific Coast Hockey Associationban (Csendes-óceáni Jégkorongliga, PCHA) játszottak. Az öt meccsből álló sorozatban a két csapat két-két győzelemmel kezdte az ötödik, mindent eldöntő meccset, ami 1916. március 30-án a montréali Westmount Arenában zajlott le. A döntő gólt Goldie Prodgers montréali játékos ütötte négy perccel a meccs vége előtt, és így meglett a Canadiens első Stanley-kupa bajnoksága.
1916-ban a CAC súlyos gazdasági nehézségekkel nézett szembe, miután januárban leégett a tornacsarnokuk, és a Montreal Canadians lacrosse-csapat csődbe ment. Kennedy leválasztotta a jégkorong szakosztályt a CAC-ról, és 1916 márciusában újraalapította független klubként, „Le club de hockey Canadien” (Kanadai Jégkorongklub) név alatt. A klub jelvényében emiatt az A betűt kicserélték H-ra, és ez lett a modern logó első változata.

### Az NHL alapítása
1917 telén megszűnt az NHA, miután komoly vita tört ki a Blueshirts tulajdonosa, Eddie Livingstone és a többi csapattulajdonos között arról, hogy bizonyos játékosok szerződési jogai kihez tartoztak. Kennedy és Livingstone között súlyos személyi ellentét is feszült, többször is közel jártak a verekedéshez a liga vezetői ülésein.
A Canadiens, a Wanderers, a Senators és a Quebec Bulldogs igazgatói – miután felismerték, hogy a liga alapszabálya nem teszi lehetővé a kiszavazását – a négy csapat november 26-án (Livingstone kihagyásával) egy új ligát alapított, a National Hockey League-et (NHL). Névlegesen a négy csapat tagja maradt az NHA-nek is, és elég szavaztuk volt arra, hogy felfüggesszék a liga tevékenységeit. Ez tulajdonképpen azt jelentette, hogy Livingstone egy egytagú ligában maradt. Viszont a négy csapat vezetősége elképzelhetetlennek tartotta, hogy ne legyen Torontóban egy csapat, és amikor pénzügyi problémák miatt a Bulldogs megszűnt, egy negyedik csapat is kellett a ligába. Ekkor „ideiglenes” franchise-t adtak a Toronto Arena Company-nak, ami az évek folyamán a Canadiens nagy riválisává fejlődött, ez lett a későbbi Toronto Maple Leafs.

### 1917–1932: a korai NHL

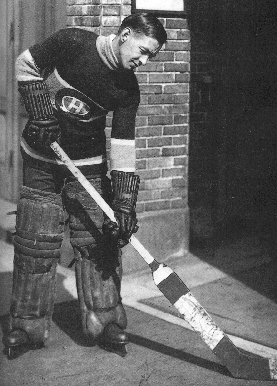
Georges Vezina

A Canadiens első meccsén Joe Malone, a 7:4 arányú Senators elleni győztes mérkőzésen öt gólt lőtt, amely győzelem a ligavezető 44 gólos szezonjának kezdetét jelentette. Az új liga 1918. január 2-án majdnem összeomlott, amikor a Montreal Arena – a Canadiens és a Wanderers hazai pályája – leégett. A Canadiens átköltözött a 3000 férőhelyes Jubilee Arenába, de a Wanderers megszűnt. Az NHL háromcsapatos liga maradt, és emiatt át kellett rendezni a menetrendet. Montréal megnyerte az első fél bajnokságát, de a ligabajnokságot elvesztették, miután Toronto a kétmeccses döntőt 10:7-es összetett gólaránnyal nyerte meg.
Az 1918–1919-es szezon döntőjében a Canadiens nyert a Senators ellen, majd nyugatra utaztak, hogy a PCHA-ben játszó Seattle Metropolitans ellen a Stanley-kupáért küzdhessenek. Ekkor azonban spanyolnátha miatt lebetegedett az egész csapat, és Kennedy kölcsönbe akart venni játékosokat egy másik PCHA csapattól, a Victoria Aristocratstől, de ezt Frank Patrick, a PCHA igazgatója nem hagyta jóvá. Mivel képtelen volt csapatot a jégre küldeni, Kennedy kénytelen volt feladni a meccset – és a bajnokságot – a Metropolitans javára. Ezt viszont a Metropolitans nem fogadta el; edzőjük, Pete Muldoon, sportszerűtlennek tartotta, hogy úgy szerezzenek bajnoki címet, hogy ellenfelük betegség miatt nem tudott játszani.
Az NHL egyik első szupersztárjának tekintett Howie Morenz az 1923–1924-es szezonban kezdte montréali pályafutását Aurel Joliat mellett. A Canadiens második helyen fejezte be az alapszakaszt az Ottawa mögött, de a rájátszásban legyőzte a Senatorst, megnyerve a ligabajnoki címet. Ezzel újra bekerültek a Stanley-kupa döntőbe.
Ezúttal a Western Canada Hockey League-ben (WCHL) szereplő Calgary Tigers ellen küzdöttek a montréaliak. Az eredetileg három meccses sorozatot már az első két mérkőzésen megnyerték, és ezzel megszerezték a klub második Stanley-kupa győzelmét. Morenz volt a széria sztárja: az első meccsen mesterhármast, a másodikon pedig egy gólt ütött.
A Montreal Forum – ami a későbbi évtizedekben a Canadiens „katedrálisává” vált – 1924-ben nyílt. Itt játszott a Montreal Maroons, akik az 1924–1925-ös szezonban léptek be az NHL-be. A Forum legelső meccsét azonban nem a Maroons, hanem a Canadiens játszotta: 1924. november 29-én megverték a Toronto St. Patricks-ot 7:1-es arányban. A Canadiens 1926-ban beköltözött a Forumba, amit 1938-ig megosztottak a Maroonsszal, amikor a Maroons csapat megszűnt.
Az 1924–1925-ös szezon alapszakasza végén a Canadiens harmadik helyen állt, és az elődöntőben megverték Torontót. Az első helyezett csapat, a Hamilton Tigers azonban nem volt hajlandó a rájátszásban részt venni, ha a játékosok nem kapnak fejenként 200 dollárt; erre az NHL elnöke, Frank Calder, eltiltotta a csapatot, és a Canadienst kinevezte ligabajnoknak. A Habs ismét nyugatra utazott Stanley-kupa döntőt játszani a Victoria Cougars ellen (ez a csapat lett a későbbi Detroit Red Wings). A Cougars három győzelemmel és egy vereséggel megnyerte az öt meccsből álló szériát. Ez volt az utolsó alkalom, hogy egy nem NHL-tag csapat nyerte meg a Stanley-kupát.
A csapat legendás kapusa, Georges Vezina az 1925–1926-os szezon első mérkőzésén összeesett. Az orvosi vizsgálat megállapította, hogy tuberkulózisa volt, és többé nem játszhatott; 1926 márciusában bele is halt. Emlékére a Canadiens egy díjat ajándékozott a ligának, a Vezina-trófeát, amit annak a kapusnak adnak, aki a legkevesebb gólt kapta a szezon folyamán. Az első díjazott Vezina utódja, George Hainsworth volt. Vezinát a Jégkorong Hírességek Csarnokába 1945-ben, a Csarnok alapításakor iktatták be.
Az 1927–1928-as szezonban Morenz lett az első játékos az NHL történelmében, aki egy szezonban 50 pontot szerzett. Ugyanő lett az első olyan NHL-játékos, aki kétszer lőtt Stanley-kupát eldöntő gólt, amikor az 1930-as döntőben Montréal megverte a Boston Bruinst. A Canadiens lett a negyedik csapat az NHL történelmében, amely egymás után kétszer nyert Stanley-kupa bajnokságot, miután 1931-ben megverték a döntőben a Chicago Black Hawksot.

### 1932–1946: Howie Morenz és Rocket Richard

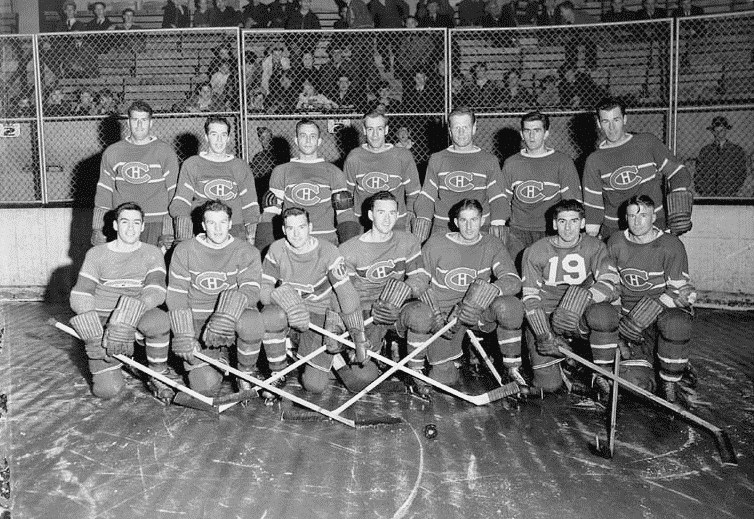
Az 1942-es Canadiens

A nagy gazdasági világválság miatt a nézők száma minden stadionban csökkent. Ráadásul az 1932–1933-as szezonban rosszul is szerepelt a Habs, és ettől még kevesebb volt a szurkolók száma: átlagban csak 2200 nézőt számoltak meccsenként. A kiadások csökkentése céljából 1934-ben Howie Morenz-et eladták a Chicago Black Hawksnak. Ez nem volt népszerű döntés, és az 1934–35-ös szezon utolsó meccsén, amikor Morenz gólt lőtt a Canadiens ellen, álló ovációt kapott a montréali szurkolóktól.
1935-ben, miután az előző két szezonban 60 000 dolláros veszteséget szenvedett a csapat, az akkori tulajdonosok el akarták adnia klubot. Eleinte úgy tűnt, hogy Clevelandbe fog költözni a csapat, de az utolsó pillanatban egy montréali üzletemberek által alakított szindikátus, élükön Ernest Savard és Maurice Forget, megvásárolta a csapatot, és így a Canadiens továbbra is Montréalban maradt. A Habs továbbra is rosszul szerepelt a jégen, és az új tulajdonosok megkérték Cecil Hartot hogy legyen a csapat edzője. Hart egy feltétellel vállalta a megbízást: visszaszerzik Morenzet. Ebbe a csapat igazgatósága beleegyezett, és a New York Rangersszel játékoscserét hoztak össze, Morenz pedig boldogan visszament Montréalba. Nem játszhatott azonban sokáig, mert 1937 januárjában egy mérkőzésen négy helyen eltörött a lába. Ezt a sérülést már sosem sikerült kiheverni, és 1937. március 8-án meghalt szívkoszorúér embóliában. Aurel Joliat más magyarázatot adott Morenz haláláról: „Howie jobban szeretett hokizni, mint bárki bármi mást csinálni, és amikor rájött, hogy többé nem fog tudni játszani, azt elviselhetetlennek találta. Szerintem ebbe halt bele.” Temetése előtt 50 000 ember tisztelgett a Forumban Morenz koporsója előtt. Morenz az elsők között volt, akiket a Jégkorong Hírességek Csarnokába, annak alapításakor beiktattak.
A csapat továbbra is gyengén szerepelt, a legmélyebb pont az 1939–1940-es szezon volt: összesen tíz győzelmet arattak, és a rossz játék miatt csak 3000 nézőt számoltak átlagban. Savard és partnerei azon gondolkodtak, hogy felfüggesztik a csapat tevékenységét, de ehelyett végül a Canadian Arena Company vette meg a klubot. Ekkor váratlan segítség érkezett Conn Smythe-tól, a Maple Leafs tulajdonosától. A gazdasági válság miatt már három csapat is csődbe ment, és a New York Americans már 1936 óta a liga gyámságában volt. Smythe azt javasolta az Arena Company-nak, hogy szerződtessék Dick Irvint edzőként; Irvin kilenc év során hét kupadöntőbe vezette a Maple Leafs-t. Az Arena Company megfogadta a tanácsot, és Irvin nekiállt a szép múltú csapat helyreállításához.
1943-ra már sok csapatot súlyosan legyengített a háború. A Red Wings kilenc, a Maple Leafs hat játékosa, a Rangers tíz hokisa vonult be a katonasághoz, és csak a többi csapat ráhatására nem függesztették fel tevékenységüket. A Canadiens mindössze egy fontos játékosát, Ken Reardont veszítette el. A fiatal Maurice Richard is jelentkezett a kanadai hadseregbe, de egészségi problémák miatt nem sorozták be. Tommy Gorman, a Canadiens menedzsere állítólag úgy intézte, hogy minden játékosa hadi szempontból fontos üzemekben helyezkedjen el, hogy ne legyenek besorozva.
1944-ben a Habs megnyerte ötödik Stanley-kupa bajnokságát. A híres „Punch Line” nevű trió – Maurice Richard, Toe Blake és Elmer Lach – vezetésével csak öt vereséget szenvedett a csapat az alapszakasz során. Az 1944–45-ös szezonban 38 győzelem mellett csak nyolc vereségük volt, és a média figyelme Richardra fordult: úgy tűnt, hogy ő lesz az első olyan játékos, aki 50 meccsen 50 gólt üthet. Richard 1944. december 28-án új rekordot állított fel azzal, hogy a Detroit Red Wings elleni 9:1-es győzelemmel zárult mérkőzésen öt gólt ütött és három gólpasszt adott. Később megszerezte 45-ik gólját is, amivel megdöntötte Joe Malone rekordját. Ezután az ellenfelek mindent elkövettek, hogy megakadályozzak Richard sikerét: egyik csapat sem akart a történelemben úgy szerepelni, mint aki beengedte azt a fontos gólt. Végül a szezon utolsó meccsén, a Boston Bruins ellen, a meccs utolsó harmadában, amikor 2 perc 15 másodperc maradt hátra a játékidőből, Richard belőtte ötvenedik gólját. Evvel a lehetetlennek tűnő rekorddal Richard a québeci emberek nemzeti hősévé vált.

### 1946–1967: az „Original Six”

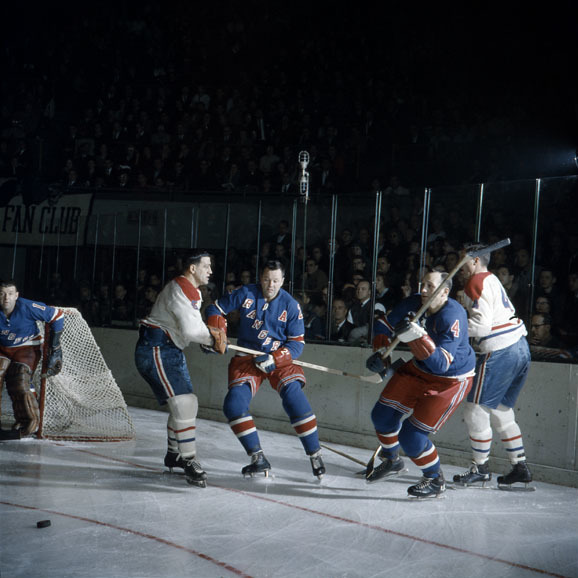
Canadiens-Rangers meccs: a bal oldalon Canadien Bernard „Boom Boom” Geoffrion, a jobb oldalon Jean Béliveau

Az NHL 1967-es kibővítése előtt a ligában csak hat franchise maradt, akiket ezután „Original Six”-nek („A hat eredeti”) neveztek. A Canadiens menedzsere Gorman helyett Frank Selke lett, aki 1964-ig dolgozott ezen a poszton. Több évbe is beletelt, amíg Selke leigazolhatta a fiatal sztárt, Jean Béliveau-t, aki a Quebec Senior Hockey League-ben (QSHL) szereplő Quebec Aces sztárja volt. Végül 1953-ban a Canadiens megvásárolta az egész QSHL-t, csak hogy megszerezhesse Béliveau-t, aki öt évre szóló, 100 000 dolláros szerződést kötött a Habs-zel. Béliveau tizennyolc éven keresztül játszott az NHL-ben, mindet a Canadiensben.
1955 márciusában a liga eltiltotta Richardot a szezon hátralévő meccseitől, beleértve a rájátszást is, miután egy Boston elleni mérkőzésen kiállították, mivel a hokibottal megütötte a bostoni Hal Laycoe-t, majd a közbelépő vonalbírót is. Az eltiltást nagyon sérelmezték a québeci szurkolók, akik a liga elnökét, Clarence Campbellt franciaellenes elfogultsággal vádolták. Campbell több halálos fenyegetést is kapott, és figyelmeztették, hogy ne menjen Montréalba. Campbell nem hallgatott a figyelmeztetésekre, és jelen volt a marcius 17-i meccsen. Jelenlétét a szurkolók provokációnak vették, és gyümölccsel, tojással dobálták meg. Egy óra telt el a mérkőzésből, amikor egy néző egy könnygázbombát dobott Campbell irányába; a meccset félbeszakították. Az utcán zavargások törtek ki, amiben harmincheten megsérültek, a rendőrség pedig hetven embert letartóztatott. Ezt nevezték később „l’affaire Richard”-nak (Richard-zendülésnek). Az incidens rávilágított a jelentős kulturális különbségekre a francia Québec és az angol Kanada között, és az esetet a québeci Csendes Forradalom egyik korai megnyilvánulásának tekintik.
Másnap Richard egy francia nyelvű rádióadásban megkérte a tömegeket hogy fejezzék be a megmozdulást, és inkább a mérkőzéseket látogassák, így támogatva a Canadienst a rájátszásban. Kijelentette, hogy elfogadta a büntetést, és megígérte, hogy a következő évben visszajön megnyerni a kupát. Abban az évben azonban a Montréal kikapott a döntőben, de 1956-ban, Richard ígérete szerint, a Canadiens ismét megnyerte a Stanley-kupát.
Az 1955–56-os szezon volt az első, amiben Toe Blake volt a Canadiens edzője. Blake-et, aki sokáig együtt játszott Richarddal, azért nevezték ki, hogy kézben tartsa Richard heves természetét. A Canadiens az 1956-os kupagyőzelemmel kezdte öt egymásutáni bajnoksága sorát; egyúttal az 1960-as, ötödik bajnokság volt sorozatban a tizedik alkalom, hogy a Habs a kupadöntőben szerepelt. Richard, aki az NHL történetében az első olyan játékos volt, aki a pályafutása során 500-nál is több gólt ütött, 1960-ban visszavonult; mérkőzésein összesen 544 gólt ütött. 1961-ben beiktatták a Hírességek Csarnokába, még mielőtt lejárt volna a hároméves várakozási idő.
Jacques Plante kapus már hosszabb ideje maszkot viselt az edzésekben, de meccs közben nem hordta, mert Blake és Selke megtiltotta neki. 1959. november 1-jén azonban egy Rangers elleni mérkőzés elején a korong arcon találta Plante-ot. Mivel abban az időben még nem volt beöltözött tartalékkapus, a meccset húsz percre megszakították, hogy az orvosok összevarrhassák Plante arcát. Amikor Blake megkérdezte, hogy készen áll-e Plante a folytatásra, Plante beleegyezett, de csak maszkkal. Blake ebbe belement, de kijelentette, hogy ha rendbejön Plante sérülése, újra maszk nélkül kell játszania. Plante ezután maszkot viselve 18 meccses győzelmi sorozatra vezette a Canadienst, de ezután Blake nyomására levette a maszkot, és a következő meccset elveszítették. Ezután Plante maszkja állandó kelléké vált, miközben a csapatot ötödik egymásutáni bajnokságához vezette. Ezután több kapus is maszkot kezdett viselni.
Az NHL 1963-ban vezette be az amatőr játékosok besorolását („Amateur Draft”); a Canadiens lehetőséget kapott arra, hogy a draft előtt, első választásuk helyett két québeci játékost választhassanak, mielőtt bármelyik másik csapat választhatott volna. 1968-ban egy, 1969-ben mindkét ilyen választást felhasználta a csapat, amikor két kitűnő fiatal játékost, Réjean Houle-t és Marc Tardifet választották. Az 1969. évi draft után ez a lehetőség megszűnt.
Selke 1964-ben visszavonult, és Sam Pollock lett az utódja. Sokak szerint Pollock volt a legjobb menedzser az NHL történelmében: tizennégy év alatt kilenc kupagyőzelemre vezette a csapatot. Egyik fő taktikája az volt, hogy idősödő sztárjait az új csapatokhoz cserélte draft-választások ellenében; így került több nagy fiatal sztár, köztük Guy Lafleur, Ken Dryden és Larry Robinson a Canadienshez. 1966-ban és 1967-ben egymásután bajnok lett a Canadiens. Az 1967-es döntőbeli győzelmet Montréal városi önkormányzata annyira biztosra vette, hogy a világkiállítás területén külön csarnokot épített a Stanley-kupa kiállítására. A Montréal azonban az 1967-es döntőben kikapott a Maple Leafstől. Ez volt a „Hat Eredeti” korszakban az utolsó NHL-döntő.

### 1967–1979: a bővítések korszaka
Az 1967–68-as szezon előtt az NHL megduplázta csapatai számát, és két divízióba osztotta fel a tizenkét csapatot: a Keleti divízióba került a Hat Eredeti csapat (Boston Bruins, Chicago Black Hawks, Detroit Red Wings, Montreal Canadiens, New York Rangers, Toronto Maple Leafs), a hat új csapat pedig a Nyugati divízióba (California Seals, Los Angeles Kings, Minnesota North Stars, Philadelphia Flyers, Pittsburgh Penguins, St. Louis Blues). A rájátszások struktúráját úgy rendezték, hogy egy eredeti és egy új csapat találkozzon a Stanley-kupa döntőben. 1968-ban és 1969-ben a Canadiens 4:0-s győzelemaránnyal verte meg a St. Louis Blues-t.
Az 1969–70-es szezonjában a Canadiens nem került be a rájátszásba; ez volt az egyetlen eset 1948 és 1995 között, hogy a Habs nem szerepelt a playoffban.
1970–71-ben újra formába lendült a csapat, és tizenhetedszer is megnyerték a Stanley-kupát. A rájátszásban az újonc kapust, Ken Drydent nevezték kezdő kapusként, aki addig csak hat NHL-mérkőzésen vett részt. Csodálatos játékkal győzelemre irányította a csapatot a Boston, a Minnesota és a Chicago ellen, amiért meg is nyerte a Conn Smythe-trófeát. A szezon végén Jean Béliveau csapatkapitány, aki a liga történetében a negyedik 500 gólt szerző játékos volt, bejelentette visszavonulását. A bajnokság megnyerése ellenére Al MacNeil edzőt elbocsátották, mert több játékossal rossz viszonyban volt. MacNeilt a montréali születésű Scotty Bowman váltotta. Bowman nyolc szezonon át vezette a csapatot, és ennek során öt kupabajnokságot ért el – ebből négyet zsinórban, 1976 és 1979 között.
Egy 1975 szilveszterén lezajlott mérkőzést sokan minden idők egyik legjobb hokimérkőzésnek tartanak: akkoriban a világ két legerősebb klubcsapatának számító Canadiens és a HK CSZKA Moszkva (a CSZKA-t Kanadában „Vörös Hadseregnek” nevezték) 3:3-as döntetlent játszott, miután Vlagyiszlav Alekszandrovics Tretyjak 35 lövést védett ki.
Az 1976–77-es szezonban a Canadiens olyan egyedülálló rekordot állított fel, ami talán örök életű: a 80 meccses alapszakaszban 60 győzelmet értek el, csak nyolcszor veszítettek, és csak egyetlenegyszer hazai jégen. Guy Lafleur nyerte meg az Art Ross-trófeát mint pontkirály, ezenfelül a Hart-, Lester B. Pearson- és Conn Smythe-trófeákat is; Dryden a Vezina-trófeát, Bowman a Jack Adams-díjat, és Larry Robinson a Norris-trófeát. A Canadiens annyira domináns volt, hogy Dryden azt panaszolta egy folyóiratnak, hogy „egy kicsit unalmas” kezdett lenni. Az 1976–77-es Canadienst nagyon sokan az NHL története legjobb csapatának tartják.
Az 1978–79-es szezon drámai véget ért, amikor a Canadiens a Bruins ellen játszott az elődöntőben. A Boston 4:3-ra vezetett a mindent eldöntő hetedik mérkőzésben, és alig két perc volt hátra a harmadik harmadban, amikor, Don Cherry, a Boston edzője véletlenűl túl sok játékost küldött a jégre egy csere során. A rákövetkező emberelőnyben Guy Lafleur 74 másodperccel a meccs vége előtt kiegyenlítő gólt lőtt, és Yvon Lambert lőtte a hosszabbításban a győztes gólt. Ezután a Habs könnyen, öt meccs alatt megverte a New York Rangers-t, és megnyerte a kupát.
A Canadiens fölényes erőssége ebben az időszakban egyrészt annak volt köszönhető, hogy a csapat sokkal sikeresebben tudta játékosait megtartani, mint sok más csapat. Ez volt a World Hockey Association korszaka is, amely rivális liga sok nagynevű játékost el tudott csábítani az NHL-től. A Canadiens fontos szerepet játszott az 1979-es NHL–WHA fúzióban, ami által négy WHA-csapat belépett az NHL-be: az Edmonton Oilers, a Hartford Whalers, a Nordiques de Québec és a Winnipeg Jets. Sok éves tárgyalást követően megegyezésre jutott a két liga, de az NHL igazgatótanácsa egyetlen szavazattal elutasította a fúziót. A legtöbb amerikai NHL-csapat pártolta a fúziót, azt gondolván, hogy ez gyengíteni fogja a Montreal fölényét. Viszont a három kanadai csapat – a Canadiens, a Maple Leafs és a Vancouver Canucks – ellenezte, mert nem akarták a Hockey Night in Canada televízióközvetítések bevételét hat felé osztani három helyett. Miután a szavazás eredményét nyilvánosságra hozták, edmontoni, quebeci és winnipegi szurkolók bojkottot indítottak a Molson cég sörei ellen (a Molson család volt a Canadiens tulajdonosa). A bojkott és a kanadai Alsóháztól megnyilvánult nyomás arra kényszerítette Montréalt és Vancouvert, hogy a második szavazáson, 1979. március 22-én, „igent” szavazzanak, és így a fúzió létrejött.

### 1980–1996: a québeci háború és változások
A Canadiens-nek már a kezdetek óta fontos politikai és kulturális jelentősége volt; a Canadiens jelképezte a québeci nép törekvéseit és remenyeit angol Kanadával szemben, amit a Toronto Maple Leafs jelképezett. A korábban már említett Richard-zendülés volt az egyik esemény, amely megindította a québeci Csendes Forradalmat, és amely alapvető változásokat hozott a québeci – egyben a kanadai – társadalomban.
Már a WHA alapításánál ellenségeskedés alakult ki a Canadiens és a rivális ligában játszó Nordiques de Québec-kel. Eleinte csak két okból, az egyik a gazdasági: azelőtt csak egy profi csapat volt a tartományban, amely a nép hűségét akarta magához vonni; a másik pedig kulturális: Montréal és Québec városok között nagy versengés volt már a francia gyarmat idejétől. Bár a két csapat nem egy ligában játszott, és 1979 előtt sohasem találkoztak a jégen, a Canadiens sok szurkolót veszített. Mire a Nordiques 1979-ben belépett az NHL-be, egy második, komolyabb politikai jelentőséget vett magára a két csapat. A Nordiquest azok pártolták, akik egy független Québeci köztársaságot akartak létrehozni, a Canadienst pedig azok, akik jobbnak látták, ha Québec Kanada része marad. Ez nemcsak Québec társadalmi életét érintette, hanem a két csapatot is, akár a jégen, akár távol attól.
A Canadiens a nyolcvanas éveket változásokkal kezdte, amikor 1979-ben Dryden, Lemaire és a csapatkapitány Yvan Cournoyer bejelentették visszavonulásukat, majd Serge Savard 1981-ben szintén abbahagyta pályafutását. Az 1982–83-as szezon alatt Rod Langwayt és Doug Jarvist csere keretében átadták a Washington Capitalsnak, helyettük olyanok léptek be, mint például Guy Carbonneau és a svéd sztár Mats Näslund. Savard helyett Bob Gainey lett a csapatkapitány. A csapat támadó sztárja Guy Lafleur maradt: az ezredik pontját 1981-ben szerezte meg a 720. mérkőzésén. Ilyen rövid idő alatt még senkinek sem sikerült előtte elérni az 1000-pontos szintet, és ez a rekord egészen 1984-ig állt, amikor Wayne Gretzky megdöntötte.
Az 1980-as NHL-drafton Montréal Doug Wickenheisert választotta a legelső helyen. Ez nagy botrányt okozott, mivel a Montreal-szurkolók azt remélték, hogy a Canadiens a fiatal frankofón sztárt, Denis Savardt hozza el. Wickenheiser beilleszkedése lassan történt meg, és szüntelen összehasonlítgatták Savard azonnali sikerével a Black Hawksszal, és az 1983–84-es szezon folyamán el is cserélték a Blueshoz.
Miután az 1982-es rájátszásban a Nordiques kiverte a Canadienst, Gainey így magyarázta a csapat változó sorsát: „Nem várhatjuk már el, hogy csak a mezünk alapján nyerjünk”. A Canadiens misztikája eltűnni látszott, miután zsinórban három playoff-szériában gyenge csapatoktól kaptak ki: a Minnesota North Starstól, az Edmonton Oilerstól és a Nordiquestól. A Nordiques elleni vereség egy brutális széria végét jelezte, amelyben a játékosok több alkalommal megsérteni próbálták egymást, és a média is azon vitázott, hogy melyik csapatot lehet a kettő közül jobban québeci „nemzeti csapatnak” tekinteni. A Québeci Háború két évvel később, 1984-ben érte el csúcspontját (vagy mélypontját), amikor a rájátszásban a Canadiens hat meccs alatt megverte a Nordiquest – de csak a „Nagypénteki Csata” után, amiről az újságok országszerte az első oldalakon tájékoztatták az olvasókat. Miután Dale Hunter, a québeci játékos megütötte Steve Penneyt, a montréali kapust, hatalmas általános verekedés tört ki a második harmad végén. Újabb tömegverekedés tört ki a harmadik harmad előtt, a nyitó buli előtt is, amelyben olyan játékosok is részt vettek, akiket az első bunyó miatt kitiltottak a meccsből. Több mint húsz percig tartott, míg rend lett, és összesen tíz játékost tiltottak ki a meccs hátralévő részéből, és 198 büntetőpercet osztottak ki. Az incidens teljesen megváltoztatta a meccset: a Montréal öt gólt lőtt a harmadik harmadban, és megnyerte a meccset és egyben a szériát is.
1986-ban nyerte meg a Habs huszonharmadszor a Stanley-kupát. Ez volt az első olyan Stanley-kupa döntő 1967 óta, amiben mindkét csapat kanadai volt: a Canadiens a Calgary Flamest verte meg, és egy újonc kapusnak, Patrick Roynak köszönhették a győzelmet. Az 1986-os Canadiens fiatal csapat volt – a kapus újonc volt, a vezetőedző Jean Perron újonc volt, és az egyik legfontosabb támadó, Claude Lemieux is annak számított. Roy a legfiatalabb játékos volt, aki valaha elnyerte a Conn Smythe-trófeát. Egy másik újonc, Brian Skrudland új ligarekordot állított fel, amikor a második meccsen a hosszabbítás kilencedik másodpercében lőtte a döntő gólt. A hosszabbításokat tekintve ez volt a leggyorsabb gól a liga történetében. A két csapat 1989-ben ismét találkozott a kupadöntőben, de ekkor a Flames élvezhette a bajnoki pezsgőt. Ez volt az egyetlen alkalom a Canadiens történetében, amikor egy idegenben játszó csapat a Forum jegén Stanley-kupát nyert.
A Stanley-kupa századik évfordulója 1993-ban volt, és ehhez illően a Canadiens huszonnegyedszer nyerte el a bajnoki címet. Máig ez volt az utolsó alkalom, hogy egy kanadai csapat nyerte meg a kupát. A rájátszás első fordulójának első mérkőzésén a Canadiens kikapott a Nordiques-től hosszabbításban, de azután sorban tíz meccset nyertek hosszabbításban, és ez ligarekord. Mint 1986-ban, Roy nyerte a Conn Smythe-trófeát. A széria egyik legfontosabb pillanata a második mérkőzésen történt, miközben a szériát a Kings vezette 1:0-ra, miután az első meccset megnyerték. Most kevesebb mint két perc volt hátra a meccsből, amikor az eredmény 2:1 volt a Los Angeles Kings javára. A montréali edző, Jacques Demers, megmérette a Los Angeles-i Marty McSorley botját. A bíró, Kerry Fraser, úgy ítélt, hogy a bot görbülete szabálytalan volt, és két percre kiállította McSorley-t. Az elkövetkezendő emberelőnybe a Habs gólt lőtt, kiegyenlítve az eredményt, és végül hosszabbításban 3:2-re győzött a Glorieux, kiegyenlítve a széria állását. Mind a három gólt egy hátvéd, Eric Desjardins ütötte: ez volt az első mesterhármas egy hátvédtől egy kupadöntőben. A harmadik és negyedik mérkőzést is hosszabbításban nyerte meg a Canadiens, végül az ötödik meccsen 4:1-es eredménnyel elnyerték a Canadiens huszonnegyedik Stanley-kupa címét.
A Habs a bajnoki címet nem tudta megvédeni az 1993-94-es szezonban: az első fordulóban, hét mérkőzés alatt kikaptak a Bruinstól. A hatodik meccs, amit a Canadiens elvesztett, volt az utolsó rájátszásos mérkőzés ami a Forumban zajlott le. 1994–95-ben a csapat nem került be a rájátszásba, 25 év során először és 55 év alatt harmadszor. 1995–96-ban újra látni lehetett a CH-t a rájátszásban, de a csapat jövője 1995. december 2-án megváltozott, amikor egy megalázó 11:1-es vereséget szenvedett a Red Wingstől. Patrick Roy 26 lövésből kilencet beengedett, és a második harmadban a tartalékkapus váltotta; amikor Roy elhagyta a jeget, a szurkolók gúnyosan éljenezték. Roy úgy érezte, hogy az edző, Mario Tremblay, direkt hagyta a kapuban, hogy megalázza őt. Miután a padhoz ért, Roy Tremblay mellett elment a csapat elnökéhez, Ronald Coreyhoz, aki az első sorból nézte a meccset, és bejelentette, hogy ez volt az utolsó meccse montréali mezben.
Négy nappal később Royt Mike Keane-nel együtt elcserélték a Colorado Avalanchehez; cserében Jocelyn Thibault-t, Martin Ručinskýt és Andrej Kovalenkót kapták. Ez a csere alaposan megváltoztatta az Avalanche-ot, és Roy csillogó játékkal Stanley-kupa győzelemre vezette új csapatát. 2001-ben ismét kupát nyert az Avalanche-csel, harmadszor megnyervén a Conn Smythe-trófeát. Amikor 2003-ban visszavonult, NHL rekordot hagyott állva: nála több győzelmet egyetlen kapus sem aratott pályafutása során. A Canadiens hosszabb középszerűségbe esett, és a következő tíz szezon folyamán négyszer is megesett, hogy nem került be a rájátszásba, és 2010-ig egyszer sem jutottak tovább az első fordulóból. Emiatt véget ért az a sorozat, ami alatt a csapat 1910-től 2000-ig minden évtizedben legalább egy Stanley-kupa győzelmet aratott.
A sport változó gazdasági körülményei arra kényszerítették a csapatot, hogy új, nagyobb stadiont építsen, ami nagyobb nézői bevételeket hozott. A legutolsó mérkőzés a Forumban 1996. március 11-én zajlott le, amelyen a Habs 4:1-es eredménnyel nyert a Dallas Stars ellen. A meccs után szertartásszerű ünnepséget tartottak, amelynek során a Canadiens múltjának számos sztárja lépett újra a Forum jegére. A leghangosabb éljenezést „Rocket” Richard kapta, akit tíz percig felállva köszöntöttek a szurkolók. Végül Émile Bouchard, a csapat legöregebb életben lévő kapitánya lépett a jégre egy égő fáklyával, amit jelképszerűen adott tovább Richardnak, majd Richard Béliveau-nak és így tovább időrendben, amíg végül az akkori csapatkapitány, Pierre Turgeon vette át. A Canadiens 72 éven át nevezhette a Forumot otthonának, és ebben a több mint hét évtizedben a szentélynek tekintett épületben több mint 1500 mérkőzést nyertek, és 22 Stanley-kupa bajnokságot ünnepelhettek.

### 1996–2009: új otthon, új tulajdonosok

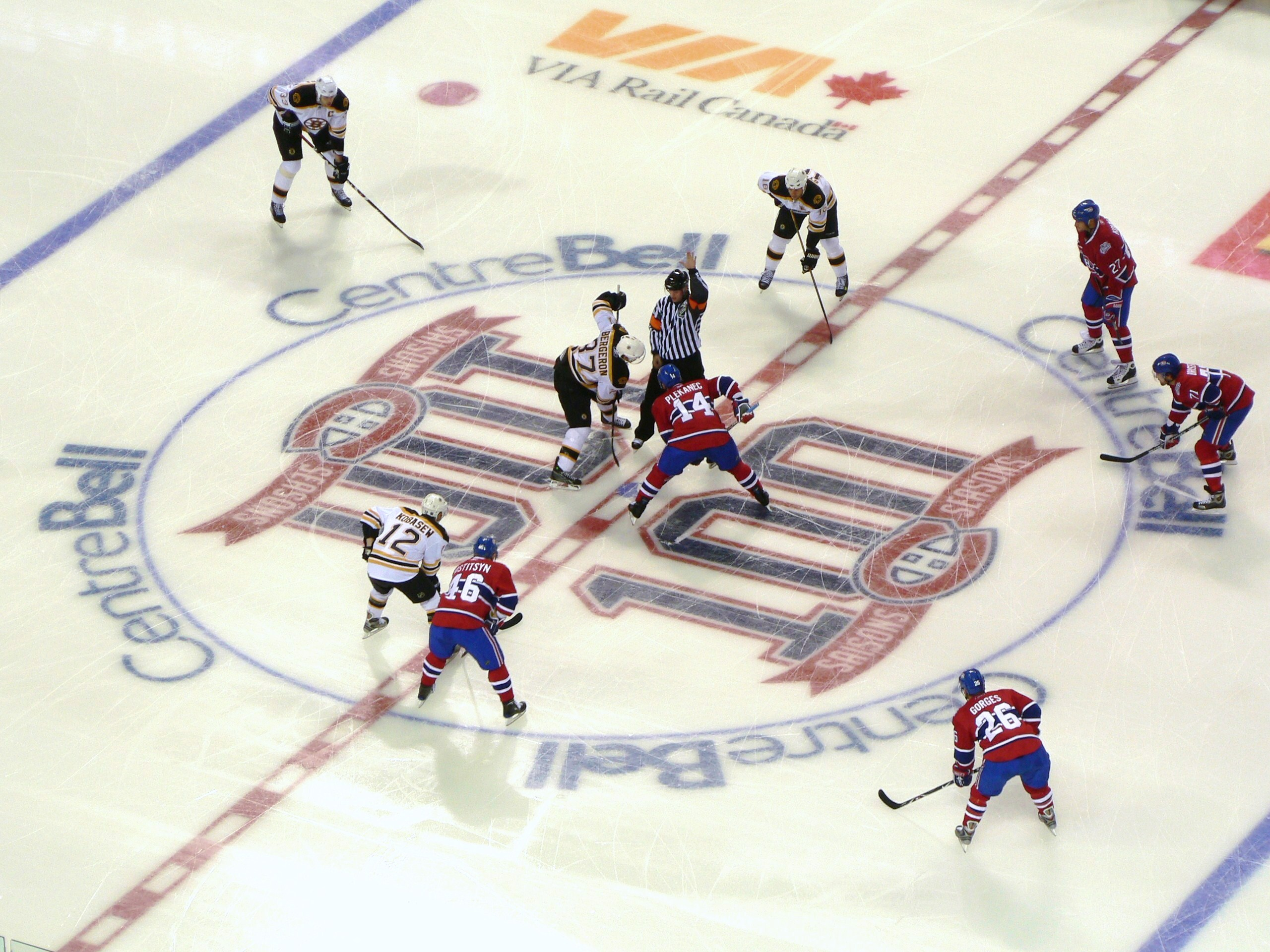
A Canadiens jégre lép a Boston Bruins ellen, a csapat 100. évfordulóját ünneplő szezonban

A Canadiens új otthona a Molson Centre lett, amit később Bell Centre-re kereszteltek át. Az első mérkőzés az új stadionban öt nappal az utolsó Forumbeli meccs után történt. 22 500 ülőhelyével ez a legnagyobb fedett stadion Észak-Amerikában. A stadiont a Canadiens egy 4:1-es Rangers elleni győzelemmel avatta fel, a legelső gólt az új pályájukon Vincent Damphousse lőtte. A Forum szellemei azonban sokáig nem költöztek be az új stadionba: a Canadiens 2002-ig csak egyetlenegyszer nyert rájátszási szériát az 1993-as kupagyőzelem után.
Az 1998–99-es szezonban a Montréal utolsó lett az Északkeleti divízióban, és nem került be a rájátszásba. A 75 pont, amit az alapszakaszban összegyűjtöttek, negyven év óta a legkisebb pontszám volt. A szezon végére olyan híresztelések terjedtek el, ami szerint a csapat elköltözik, ha nem kapnak a tartományi kormánytól segélyt a kanadai dollár rekordos alacsony értéke miatt. A csapat cáfolta a híreszteléseket, viszont Molson erősen fontolóra vette a cég jövőjét a sportban. A Habs a következő két szezonban egyszer sem került be a rájátszásba, és az évi 10–12 millió dolláros veszteség miatt 2001 nyarán a Molson eladta a csapatot.
Miután nem találtak kanadai vevőt, félő volt hogy a Canadiens a Winnipeg Jets és a Nordiques példáját követően az USA-ba költözik. Az amerikai George N. Gillett Jr. közbelépett, és a Bell Centre-t és a Canadiens 80,1%-át, 275 millió dollárért megvásárolta. Molson 19,9%-nyi részvényt megtartott, és evvel együtt elővásárlási jogot is fenntartott arra az esetre, ha Gillett a jövőben el kívánná adni a csapatot. Ezenfelül Gillett csak az NHL igazgatótanácsa egyhangú jóváhagyásával költöztethette volna el a csapatot más városba.
A 2001–02-es szezon előtt bejelentették, hogy Saku Koivu csapatkapitányt nem-Hodgkin lymphomával diagnosztizálták, és az egész szezont ki fogja hagyni. Koivunak azonban sikerült visszatérnie az alapszakasz utolsó három meccsére, és José Théodore-ral együtt, aki abban az évben elnyerte a Hart-emlékkupát, négy szezon után bevezette a Canadienst a rájátszásba. A nyolcadik helyezett Habs az első fordulóban az első helyezett Bruinst legyőzte, és Koivu a csapat tizenkét rájátszásos meccse után 10 pontjával vezette a csapatot. Elismervén szellemi erősségét a betegsége elleni harcában, a liga Koivunak adta a Bill Masterton-emlékkupát.
A legelső nyitott jégpályán rendezett mérkőzést az NHL történetében 2003. november 22-én rendezték az Edmontoni Commonwealth Stadiumban. A Canadiens 4:3-ra verte meg a „házigazda” Edmonton Oilerst; a –20 °C fokos hideg ellenére 57 167 néző ment el a meccsre, ami NHL csúcs. E mérkőzés sikere miatt 2008 óta az NHL minden évben rendez egy szabadtéri meccset, a Winter Classicot.
A 2004–2005-ös NHL-lockout miatt teljesen elmaradt a szezon. Miután a Montreal Expos baseballcsapat elköltözött Washingtonba, a Canadiens megkapta az Expos volt kabaláját, Youppi!-t. Ez volt a Canadiens történelmében az első kabala. Miután 2006–07-ben kimaradtak a rájátszásból, a következő szezonban megnyerték az alapszakasz főosztályi bajnokságot – az elsőt 1989 óta.

### 2009 óta: újra a Molson család tulajdonában
2009-ben a Molson család visszavásárolta a csapatot és a stadiont Gillett-től; az eladási árat 600 millió dollárnál többre becslik. A jégen, a 2010-es rájátszásban a Montréal 1993 óta első alkalommal elérte az elődöntőt, miután az alapszakasz főosztálybajnok Washington Capitalst és a Stanley-kupa címvédő Pittsburgh Penguinst az első két fordulóban kiütötte, de az elődöntőben már elfogyott az erő: a Philadelphia Flyerst már nem bírták megverni.

## Szezonok és rekordok
Ez a lista csak az utolsó öt szezon eredményeit mutatja. A teljes lista: A Montréal Canadiens szezonjai.
| Szezon    | MSz | Gy | V  | HV | P   | SzG | KG  | Helyezés       | Rájátszás                                            |
| 2010–2011 | 82  | 44 | 30 | 8  | 96  | 216 | 209 | 2., Északkelet | Vereség a konferencia negyeddöntőben, 3–4 (Bruins)   |
| 2011–2012 | 82  | 31 | 35 | 16 | 78  | 212 | 225 | 5., Északkelet | Nem jutott be a rájátszásba                          |
| 2012–2013 | 48  | 29 | 14 | 5  | 63  | 149 | 126 | 1., Északkelet | Vereség a konferencia negyeddöntőben, 1–4 (Senators) |
| 2013–2014 | 82  | 46 | 28 | 8  | 100 | 215 | 205 | 3., Atlanti    | Vereség a konferencia döntőben, 2–4 (Rangers)        |
| 2014–2015 | 82  | 50 | 22 | 10 | 110 | 221 | 189 | 1., Atlanti    | Vereség a konferencia elődöntőben, 2–4 (Lightning)   |

### Klubrekordok
Pályafutási rekordok (csak a Canadiensnél)
- Legtöbb szezon a csapatnál: 20 – Henri Richard
- Legtöbb mérkőzés: 1256 – Henri Richard
- Legtöbb gól: 544 – Maurice Richard
- Legtöbb gólpassz: 728 – Guy Lafleur
- Legtöbb pont: 1246 – Guy Lafleur (518 gól, 728 gólpassz)
- Legtöbb kiállításperc: 2248 – Chris Nilan
- Legtöbb sorozatban játszott mérkőzés: 560 – Doug Jarvis

Szezonrekordok
- Legtöbb gól: 60 – Steve Shutt (1976–1977), Guy Lafleur (1977–1978)
- Legtöbb gól (hátvéd): 28 – Guy Lapointe (1974–1975)
- Legtöbb emberelőnyben lőtt gól: 20 – Yvan Cournoyer (1966–1967)
- Legtöbb emberelőnyben lőtt gól (hátvéd): 19 – Sheldon Souray (2006–2007) (NHL-rekord)
- Legtöbb gólpassz: 82 – Pete Mahovlich (1974–1975)
- Legtöbb pont: 136 – Guy Lafleur (1976–1977)
- Legtöbb pont (hátvéd): 85 – Larry Robinson (1976–1977)
- Legtöbb pont (újonc): 71 – Mats Näslund (1982–1983); Kjell Dahlin (1985–1986)
- Legtöbb kiállitásperc: 358 – Chris Nilan (1984–1985)

Kapusrekordok – pályafutás
- Legtöbb mérkőzés: 556 – Jacques Plante
- Legtöbb shutout (kapott gól nélküli mérkőzés): 75 – George Hainsworth
- Legtöbb győzelem: 314 – Jacques Plante

Kapusrekordok – szezon
- Legtöbb mérkőzés: 72 – Carey Price (2010–2011)
- Legtöbb shutout: 22 – George Hainsworth (1928–1929) (NHL-rekord)
- Legtöbb győzelem: 44 – Carey Price (2014–2015)

## Színei
A mostani csapatszínek a piros, a kék és a fehér, ezt a színkombinációt használják 1914 óta. A Canadiens színei fontos szerepet töltenek be a francia kanadai kultúrában.

### Címer
Az egyik legrégebbi és legismertebb sportcímert, a Montréal Canadiens klasszikus 'C' és 'H' betűkből álló címerét az 1917–18-as szezonban használták először. Ekkor változtatta meg a klub a nevét „Club de hockey Canadien”-re a „Club athlétique Canadien” névről, majd az 1952–53-as szezonban nyerte el a mostani nevét. A 'H' nem a 'Habs' miatt került a címerbe, ez egy téves magyarázat, valójában a 'hockey' szóé, ahogy a klub akkori nevében, a Club de hockey Canadienben szerepelt. AZ NHL.com szerint az első ember, aki a csapatot „Habs”-nak nevezte 1924-ben, az amerikai Tex Rickard, a Madison Square Garden tulajdonosa volt. Rickard azt mondta egy riporternek, hogy a címerben szereplő 'H' a Canadiens mezén valószínűleg a 'Habitants' kezdőbetűje.

### Mez
A csapat hazai mezén a piros szín dominál, négy kék és fehér csíkkal, ezek közül egy-egy a karoknál, egy keresztül a mellkason és egy a csípőnél. Az elsődleges idegenbeli mezen a fehér a fő szín, vörös és kék csíkokkal a csípőn, vörössel a karok végén és ugyancsak vörös csíkkal a vállon. A mez alapjai már 1914 óta használatban vannak, a mostani verziót 1952 óta használják. Mivel a csapatnak meghatározó története van és meghatározó Québecben is, ezért a mezt „La Sainte-Flanelle” (szent flanel mez) névvel illetik.

### Kabala
A 2004–2005-ös NHL-szezon elején a Canadiens Youppit nevezte ki a hivatalos kabalájának, amely az első beöltözött kabalája a történetében. Youppi sokáig a Montreal Expos baseballcsapat kabalája volt, azonban azok lecserélték, amikor 2004-ben Washingtonba költözött a franchise. A cserével Youppi lett az első olyan kabala a professzionális sportban, amely ligát váltott. A csapat korábbi kabalái gyerekek voltak, akik a játék szünetében a pályán korcsolyáztak. Ezek a gyerekek általában a játékosok, tulajdonosok vagy más, a csapathoz köthető személyek gyerekei voltak. Az egyik legismertebb ilyen kabalagyerek Howie Morenz fia, Howie Morenz Jr. volt.

## Játékoskeret
A Montreál Canadiens játékosai a 2022-23-as szezonban:
| Név                 | Mezszám         | Pozíció         | Születési idő       | Születési hely                             |
| Támadójátékosok     | Támadójátékosok | Támadójátékosok | Támadójátékosok     | Támadójátékosok                            |
| ------------------- | --------------- | --------------- | ------------------- | ------------------------------------------ |
| Josh Anderson       | 17              | Jobbszélső      | 1994. május 7.      | Kanada, Ontario, Burlington                |
| Joel Armla          | 40              | Jobbszélső      | 1993. május 31.     | Finnország, Pori                           |
| Alex Belzile        | 60              | Jobbszélső      | 1991. augusztus 31. | Kanada, Québec, Rivière-du-Loup            |
| Cole Caufield       | 22              | Jobbszélső      | 2001. január 2.     | Egyesült Államok, Wisconsin, Mosinee       |
| Kirby Dach          | 77              | Középcsatár     | 2001. január 21.    | Kanada, Alberta, Fort Saskatchewan         |
| Jonathan Drouin     | 27              | Balszélső       | 1995. május 28.     | Kanada, Québec, Sainte-Agathe-des-Monts    |
| Christian Dvorak    | 28              | Középcsatár     | 1996. február 2.    | Egyesült Államok, Illinois, Palos          |
| Jake Evans          | 71              | Középcsatár     | 1996. június 2.     | Kanada, Ontario, Toronto                   |
| Sean Farell         | 57              | Középcsatár     | 2001. november 2.   | Egyesült Államok, Massachusetts, Milford   |
| Brendan Gallagher   | 11              | Jobbszélső      | 1992. május 6.      | Kanada, Alberta, Edmonton (Kanada)         |
| Denis Gurianov      | 25              | Jobbszélső      | 1997. június 7.     | Oroszország, Togliatti                     |
| Mike Hoffman        | 68              | Balszélső       | 1989. november 24.  | Kanada, Ontario, Kitchener                 |
| Sean Monahan        | 91              | Középcsatár     | 1994. október 12.   | Kanada, Ontario, Brampton                  |
| Michael Pezzetta    | 55              | Balszélső       | 1998. május 13.     | Kanada, Ontario, Toronto                   |
| Rem Pitlick         | 32              | Középcsatár     | 1997. április 2.    | Kanada, Ontario, Ottawa                    |
| Juraj Slafkovský    | 20              | Balszélső       | 2004. március 30.   | Szlovákia, Kassa                           |
| Nick Suzuki         | 14              | Középcsatár     | 1999. augusztus 10. | Kanada, Ontario, London                    |
| Chris Tierney       | 67              | Középcsatár     | 1994. július 1.     | Kanada, Ontario, Keswick                   |
| Védekezőjátékosok   |                 |                 |                     |                                            |
| Justin Barron       | 52              | Jobbvédő        | 2001. november 15.  | Kanada, Új-Skócia, Halifax                 |
| Joel Edmundson      | 44              | Balvédő         | 1993. június 28.    | Kanada, Manitoba, Brandon                  |
| Kaiden Guhle        | 21              | Balvédő         | 2002. január 18.    | Kanada, Alberta, Edmonton                  |
| Jordan Harris       | 54              | Balvédő         | 2000. július 7.     | Egyesült Államok, Massachusetts, Haverhill |
| Johnathan Kovacevic | 26              | Jobbvédő        | 1997. július 12.    | Kanada, Ontario, Hamilton                  |
| Mike Matheson       | 8               | Balvédő         | 1994. február 27.   | Kanada, Québec, Pointe-Claire              |
| David Savard        | 58              | Jobbvédő        | 1990. október 22.   | Kanada, Québec, St-Hyacinthe               |
| Chris Wideman       | 6               | Jobbvédő        | 1990. január 7.     | Egyesült Államok, Missouri, Saint Louis    |
| Arber Xhekaj        | 72              | Balvédő         | 2001. január 30.    | Kanada, Ontario, Hamilton                  |
| Kapusok             |                 |                 |                     |                                            |
| Jake Allen          | 34              | Kapus           | 1990. augusztus 7.  | Kanada, Új-Brunswick, Fredericton          |
| Sam Montembeault    | 35              | Kapus           | 1996. október 30.   | Kanada, Québec, Becancour                  |

## Vezetés

### Csapatkapitányok
- Jack Laviolette, 1909–1910
- Newsy Lalonde, 1910–1911
- Jack Laviolette, 1911–1912
- Newsy Lalonde, 1912–1913
- Jimmy Gardner, 1913–1915
- Howard McNamara, 1915–1916
- Newsy Lalonde, 1916–1922
- Sprague Cleghorn, 1922–1925
- Billy Coutu, 1925–1926
- Sylvio Mantha, 1926–1932
- George Hainsworth, 1932–1933
- Sylvio Mantha, 1933–1936
- Babe Siebert, 1936–1939
- Walter Buswell, 1939–1940
- Toe Blake, 1940–1948
- Bill Durnan, 1948 (január–április)
- Émile Bouchard, 1948–1956
- Maurice Richard, 1956–1960
- Doug Harvey, 1960–1961
- Jean Béliveau, 1961–1971
- Henri Richard, 1971–1975
- Yvan Cournoyer, 1975–1979
- Serge Savard, 1979–1981
- Bob Gainey, 1981–1989
- Guy Carbonneau és
 Chris Chelios, 1989–1990 (közös kapitányság)
- Guy Carbonneau, 1990–1994
- Kirk Muller, 1994–1995
- Mike Keane, 1995 (április–december)
- Pierre Turgeon, 1995–96
- Vincent Damphousse, 1996–1999
- Saku Koivu, 1999–2009
- 2009–2010 között nem volt kapitány
- Brian Gionta, 2010–2014
- Max Pacioretty, 2015–2018[57]
- Shea Weber, 2018–2022[58]
- Nick Suzuki, 2022–[59]

### Vezetőedzők
- Joseph Cattarinich és 
  Jean-Baptiste „Jack” Laviolette, 1909–1910
- Adolphe Lecours, 1911
- Napoleon Dorval, 1911–1913
- Jimmy Gardner, 1913–1915
- Newsy Lalonde, 1915–1921
- Leo Dandurand, 1921–1926
- Cecil Hart, 1926–1932
- Edouard „Newsy” Lalonde, 1932–1934
- Edouard „Newsy” Lalonde és 
  Leo Dandurand, 1934–1935
- Sylvio Mantha, 1935–1936
- Cecil Hart, 1936–1938
- Cecil Hart és 
  Jules Dugal, 1938–1939
- Albert „Babe” Siebert, 1939
- Alfred „Pit” Lepine, 1939–1940
- Dick Irvin, 1940–55
- Hector „Toe” Blake, 1955–1968
- Claude Ruel, 1968–1970
- Al MacNeil, 1970–1971
- Scotty Bowman, 1971–1979
- Bernie Geoffrion, 1979
- Claude Ruel, 1979–1981
- Bob Berry, 1981–1984
- Jacques Lemaire, 1984–1985
- Jean Perron, 1985–1988
- Pat Burns, 1988–1992
- Jacques Demers, 1992–1995
- Mario Tremblay, 1995–1997
- Alain Vigneault, 1997–2000
- Michel Therrien, 2000–2003
- Claude Julien, 2003–2006
- Bob Gainey, 2006 (január–május) (ideiglenes)
- Guy Carbonneau, 2006–2009
- Bob Gainey, 2009 (március–június) (ideiglenes)
- Jacques Martin, 2009–2011[60]
- Randy Cunneyworth 2011–2012 (ideiglenes)
- Michel Therrien 2012–2017
- Claude Julien 2017–2021[61]
- Dominique Ducharme 2021–2022[62]
- Martin St. Louis 2022–[63]

## Visszavonultatott mezszámok
- 1 Jacques Plante – visszavonva: 1995
- 2 Doug Harvey – visszavonva: 1985
- 3 Emile Bouchard – visszavonva: 2009
- 4 Jean Beliveau – visszavonva: 1971
- 5 Bernard Geoffrion – visszavonva: 2006
- 7 Howie Morenz – visszavonva: 1937
- 9 Maurice Richard – visszavonva: 1960
- 10 Guy Lafleur – visszavonva: 1985
- 12 Dickie Moore – visszavonva: 2005
- 12 Yvan Cournoyer – visszavonva: 2005
- 16 Henri Richard – visszavonva: 1975
- 16 Elmer Lach – visszavonva: 2009
- 18 Serge Savard – visszavonva: 2006
- 19 Larry Robinson – visszavonva: 2007[64]
- 23 Bob Gainey – visszavonva: 2008
- 29 Ken Dryden – visszavonva: 2007
- 33 Patrick Roy – visszavonva: 2008